# Kim Dong-bum
Kim Dong-bum (ur. 1 sierpnia 1969) – południowokoreański zapaśnik w stylu klasycznym. Brązowy medalista mistrzostw Azji w 1992. Pierwszy w Pucharze Świata w 1993 roku.